# 549229 Bánjános
549229 Bánjános è un asteroide della fascia principale. Scoperto nel 2011, presenta un'orbita caratterizzata da un semiasse maggiore pari a 3,0132587 au e da un'eccentricità di 0,0675615, inclinata di 9,78784° rispetto all'eclittica.